# Élections législatives de 1968 dans l'Oise
Les élections législatives françaises de 1968 se déroulent les 23 et 30 juin 1968. Dans le département de l'Oise, cinq députés sont à élire dans le cadre de cinq circonscriptions.

## Élus
| Circonscription | Député sortant  | Parti | Parti          | Député élu ou réélu | Parti | Parti |
| --------------- | --------------- | ----- | -------------- | ------------------- | ----- | ----- |
| 1re             | Marcel Dassault |       | UDR            | Marcel Dassault     |       | UDR   |
| 2e              | Edmond Nessler  |       | UDR            | Edmond Nessler      |       | UDR   |
| 3e              | Robert Hersant  |       | FGDS (Radical) | Robert Hersant      |       | Rad   |
| 4e              | René Quentier   |       | UDR            | René Quentier       |       | UDR   |
| 5e              | François Bénard |       | UDR            | François Bénard     |       | UDR   |

## Résultats

### Résultats à l'échelle du département
| Parti          | Parti                                           | Premier tour | Premier tour | Second tour | Second tour | Sièges |
| Parti          | Parti                                           | Voix         | %            | Voix        | %           | Sièges |
| -------------- | ----------------------------------------------- | ------------ | ------------ | ----------- | ----------- | ------ |
|                | Union pour la défense de la République          | 104 920      | 44,49        | 57 350      | 39,80       | 4      |
|                | Républicains indépendants                       | 13 844       | 5,87         | 15 014      | 10,42       | 0      |
|                | Modérés                                         | 9 298        | 3,94         | 6 643       | 4,61        | 0      |
|                | Union des républicains de progrès               | 128 062      | 54,30        | 79 007      | 54,83       | 4      |
|                |                                                 |              |              |             |             |        |
|                | Section française de l'Internationale ouvrière  | 22 985       | 9,75         | Retrait     | Retrait     | 0      |
|                | Convention des institutions républicaines       | 5 738        | 2,43         | Retrait     | Retrait     | 0      |
|                | Fédération de la gauche démocrate et socialiste | 28 723       | 12,18        |             |             | 0      |
|                |                                                 |              |              |             |             |        |
|                | Parti communiste français                       | 53 783       | 22,80        | 48 660      | 33,77       | 0      |
|                | Parti radical                                   | 16 661       | 7,06         | 16 437      | 11,41       | 1      |
|                | Parti socialiste unifié                         | 8 621        | 3,66         |             |             | 0      |
|                |                                                 |              |              |             |             |        |
| Inscrits       | Inscrits                                        | 287 139      | 100,00       | 184 274     | 100,00      | 5      |
| Abstentions    | Abstentions                                     | 46 060       | 16,04        | 36 587      | 19,85       |        |
| Votants        | Votants                                         | 241 079      | 83,96        | 147 687     | 80,15       |        |
| Blancs et nuls | Blancs et nuls                                  | 5 229        | 2,17         | 3 583       | 2,43        |        |
| Exprimés       | Exprimés                                        | 235 850      | 97,83        | 144 104     | 97,57       |        |

### Résultats par circonscription

#### Première circonscription (Beauvais-Nord)
|                                     | Marcel Dassault sortant réélu | UDR (URP)      | 27 870 | 62,70  |  |  |  |
|                                     | Maurice Segonds               | FGDS (SFIO)    | 8 726  | 19,63  |  |  |  |
|                                     | Robert Dusert                 | PCF            | 7 855  | 17,67  |  |  |  |
|                                     |                               |                |        |        |  |  |  |
| Inscrits                            | Inscrits                      | Inscrits       | 53 437 | 100,00 |  |  |  |
| Abstentions                         | Abstentions                   | Abstentions    | 7 497  | 14,03  |  |  |  |
| Votants                             | Votants                       | Votants        | 45 940 | 85,97  |  |  |  |
| Blancs et nuls                      | Blancs et nuls                | Blancs et nuls | 1 489  | 3,24   |  |  |  |
| Exprimés                            | Exprimés                      | Exprimés       | 44 451 | 96,76  |  |  |  |
| Source : Données du CDSP et CEVIPOF |                               |                |        |        |  |  |  |

#### Deuxième circonscription (Compiègne)
| Candidat       | Candidat                     | Parti          | Premier tour | Premier tour | Second tour | Second tour |  |
| Candidat       | Candidat                     | Parti          | Voix         | %            | Voix        | %           |  |
| -------------- | ---------------------------- | -------------- | ------------ | ------------ | ----------- | ----------- |  |
|                | Edmond Nessler sortant réélu | UDR (URP)      | 22 518       | 48,45        | 24 408      | 54,58       |  |
|                | Antoine Carvalho             | PCF            | 10 401       | 22,38        | 13 672      | 30,57       |  |
|                | Olivier Le Jeune             | Modérés        | 6 655        | 14,32        | 6 643       | 14,85       |  |
|                | Jean Baboulène               | FGDS (CIR)     | 5 738        | 12,35        | Retrait     | Retrait     |  |
|                | Raymond Ivens                | PSU            | 1 162        | 2,50         |             |             |  |
|                |                              |                |              |              |             |             |  |
| Inscrits       | Inscrits                     | Inscrits       | 57 079       | 100,00       | 56 845      | 100,00      |  |
| Abstentions    | Abstentions                  | Abstentions    | 9 806        | 17,18        | 11 378      | 20,02       |  |
| Votants        | Votants                      | Votants        | 47 273       | 82,82        | 45 467      | 79,98       |  |
| Blancs et nuls | Blancs et nuls               | Blancs et nuls | 799          | 1,69         | 744         | 1,64        |  |
| Exprimés       | Exprimés                     | Exprimés       | 46 474       | 98,31        | 44 723      | 98,36       |  |

#### Troisième circonscription (Clermont)
| Candidat       | Candidat                     | Parti          | Premier tour | Premier tour | Second tour | Second tour |  |
| Candidat       | Candidat                     | Parti          | Voix         | %            | Voix        | %           |  |
| -------------- | ---------------------------- | -------------- | ------------ | ------------ | ----------- | ----------- |  |
|                | Robert Hersant sortant réélu | Rad            | 16 661       | 37,18        | 16 437      | 37,07       |  |
|                | Jean Bouet                   | RI (URP)       | 13 844       | 30,90        | 15 014      | 33,86       |  |
|                | Noël Durand                  | PCF            | 11 370       | 25,38        | 12 888      | 29,07       |  |
|                | Michel Fontès                | PSU            | 2 931        | 6,54         |             |             |  |
|                |                              |                |              |              |             |             |  |
| Inscrits       | Inscrits                     | Inscrits       | 54 045       | 100,00       | 54 068      | 100,00      |  |
| Abstentions    | Abstentions                  | Abstentions    | 8 474        | 15,68        | 9 149       | 16,92       |  |
| Votants        | Votants                      | Votants        | 45 571       | 84,32        | 44 919      | 83,08       |  |
| Blancs et nuls | Blancs et nuls               | Blancs et nuls | 765          | 1,68         | 580         | 1,29        |  |
| Exprimés       | Exprimés                     | Exprimés       | 44 806       | 98,32        | 44 339      | 98,71       |  |

#### Quatrième circonscription (Senlis)
| Candidat       | Candidat                    | Parti          | Premier tour | Premier tour | Second tour | Second tour |  |
| Candidat       | Candidat                    | Parti          | Voix         | %            | Voix        | %           |  |
| -------------- | --------------------------- | -------------- | ------------ | ------------ | ----------- | ----------- |  |
|                | René Quentier sortant réélu | UDR (URP)      | 29 443       | 49,98        | 32 942      | 59,85       |  |
|                | Maurice Bambier             | PCF            | 16 026       | 27,21        | 22 100      | 40,15       |  |
|                | Jérôme Renucci              | FGDS (SFIO)    | 7 875        | 13,37        | Retrait     | Retrait     |  |
|                | Daniel Populaire            | PSU            | 2 921        | 4,96         |             |             |  |
|                | Baptiste Barillon           | Modérés        | 2 643        | 4,49         |             |             |  |
|                |                             |                |              |              |             |             |  |
| Inscrits       | Inscrits                    | Inscrits       | 73 385       | 100,00       | 73 351      | 100,00      |  |
| Abstentions    | Abstentions                 | Abstentions    | 13 291       | 18,11        | 16 050      | 21,88       |  |
| Votants        | Votants                     | Votants        | 60 094       | 81,89        | 57 301      | 78,12       |  |
| Blancs et nuls | Blancs et nuls              | Blancs et nuls | 1 186        | 1,97         | 2 259       | 3,94        |  |
| Exprimés       | Exprimés                    | Exprimés       | 58 908       | 98,03        | 55 042      | 96,06       |  |

#### Cinquième circonscription (Beauvais-Sud)
|                | François Bénard sortant réélu | UDR (URP)      | 25 089 | 60,88  |  |  |  |
|                | Bérangère Lorichon            | PCF            | 8 131  | 19,73  |  |  |  |
|                | Maurice César                 | FGDS (SFIO)    | 6 384  | 15,49  |  |  |  |
|                | Pierre Girod                  | PSU            | 1 607  | 3,90   |  |  |  |
|                |                               |                |        |        |  |  |  |
| Inscrits       | Inscrits                      | Inscrits       | 49 193 | 100,00 |  |  |  |
| Abstentions    | Abstentions                   | Abstentions    | 6 992  | 14,21  |  |  |  |
| Votants        | Votants                       | Votants        | 42 201 | 85,79  |  |  |  |
| Blancs et nuls | Blancs et nuls                | Blancs et nuls | 990    | 2,35   |  |  |  |
| Exprimés       | Exprimés                      | Exprimés       | 41 211 | 97,65  |  |  |  |